# Philippe-Auguste Jeanron
Philippe-Auguste Jeanron, né à Boulogne-sur-Mer, le 11 mai 1808 et mort au château de Comborn (Orgnac-sur-Vézère, Corrèze), le 6 mars 1877, est un peintre, dessinateur, lithographe et essayiste français.

## Biographie

### Le militant républicain
Philippe-Auguste Jeanron est fils d’un militaire de l'Empire. Ce père, qui a participé à l’expédition de Walcheren est retenu prisonnier, après la prise de Flessingue, sur  les pontons de Portsmouth où il restera avec sa famille. Il sera libéré en 1814 et viendra habiter Paris et enverra son fils aîné en 1828 au collège Bourbon.
Auguste est introduit par son beau-frère dans un cercle de médecins progressistes et de républicains comme les frères Cavaignac, Philippe Buonarroti, Ulysse Trélat, Étienne Arago.
En 1830 il participe comme ses amis républicains aux Trois Glorieuses, il reçoit la croix de juillet. Dans le même temps, il peint et entretient son goût pour les lettres et les arts, et par-dessus tout, la peinture. Après la chute de Charles X, il fonde la « Société libre de peinture et de sculpture ».
À peine éteints les troubles de 1848 où il a pris une part active, il est proposé, dès le 28 février, par le gouvernement provisoire, à la direction générale des Musées nationaux. En moins de deux ans, il dote le Louvre d'une administration moderne et accomplira avec quelques collaborateurs motivés une tâche énorme. Il s’attelle tout de suite aux réparations des galeries du Louvre qui étaient en mauvais état, et obtient une subvention de l’Assemblée, d’un montant de deux millions de francs pour finir la galerie d’Apollon, dont il confiera le plafond à Delacroix. Il assure l’achèvement du salon des « sept cheminées » pour les œuvres de l’école française, et du salon de l’entresol de la galerie dite « du bord de l’eau ». On lui doit la sauvegarde et la restauration de quantités de chefs-d’œuvre, statues et toiles, qui s’y trouvaient en péril. Il commence à rapatrier les œuvres inscrites à l’inventaire et dispersées, sous la monarchie, dans diverses résidences royales et églises. Il réorganise la présentation des œuvres par école et par chronologie, améliore les départements de la chalcographie et de l’ethnologie. Il peut rouvrir bientôt le musée du Louvre au public. Entre-temps, il préside à l’Exposition libre de peinture et de sculpture, qui se tient aux Tuileries. Enfin, il voyage beaucoup et ne néglige pas les musées des autres provinces.
Ledru-Rollin est expulsé du pouvoir lors des événements de juin 1849. Jeanron, qui dérangeait beaucoup de monde — en particulier Charles Blanc et Félix Duban — doit quitter son poste à la fin de l’année 1849, car ce dernier a été promis à Nieuwerkerke par Louis-Napoléon. Il peut reprendre sa vie d’artiste et d’écrivain. Ce n’est qu’en 1863, qu’il prendra le poste de directeur de l’école des beaux-arts de Marseille pour remplacer Émile Loubon mort au début de cette année. Assez aigri contre la société marseillaise qui le remplace en 1869 par Dominique Antoine Magaud, il se retire à Comborn, en Corrèze, région limousine qu’il aimait beaucoup, qu’il peignit souvent et qu’il visitait depuis longtemps.
Selon Richard Raczynski, « un aspect de sa vie reste plus discret : son appartenance aux sociétés secrètes initiatiques. Son attrait pour le rite de Misraïm de Michel Bédarride (1776-1846), sa passion pour l'occultisme et l’œuvre d'Eliphas  Lévi, le spiritisme, en font l'un des propagateurs de l'ésotérisme dit de La Belle Époque ».

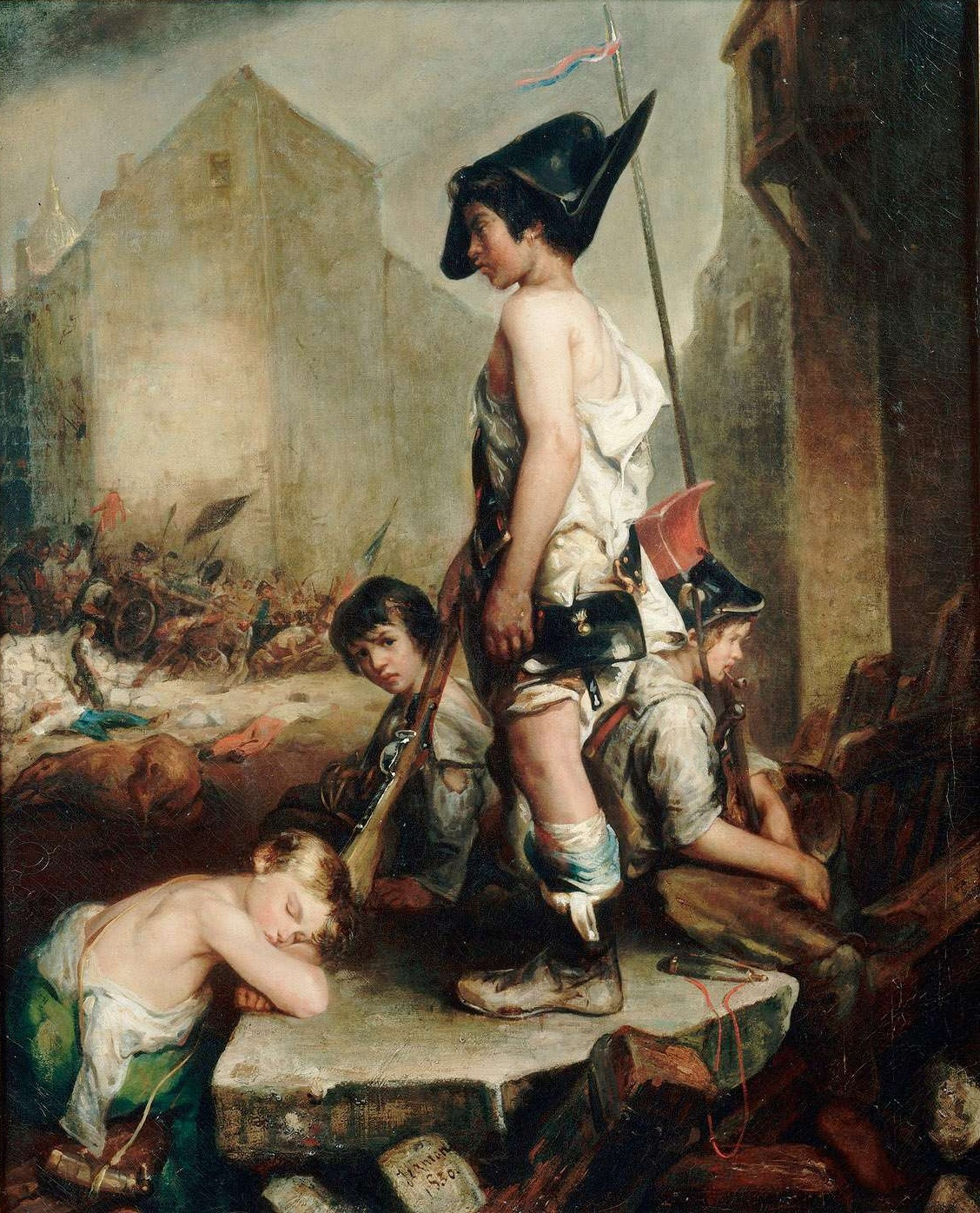
Les Petits Patriotes, 1831, huile sur toile, musée des Beaux-Arts de Caen.
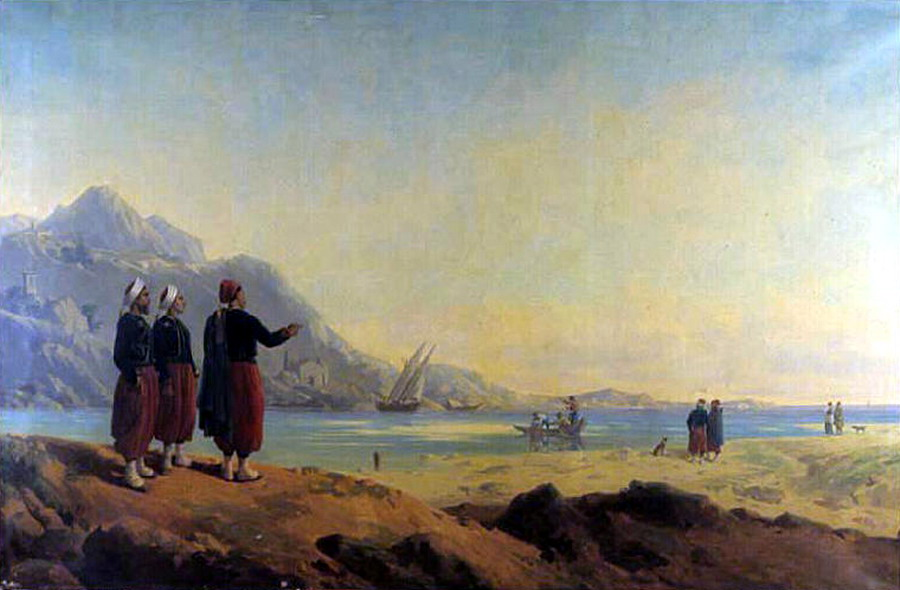
Zouaves ayant débarqué aux environs de Gênes, musée des Beaux-Arts de Chambéry.
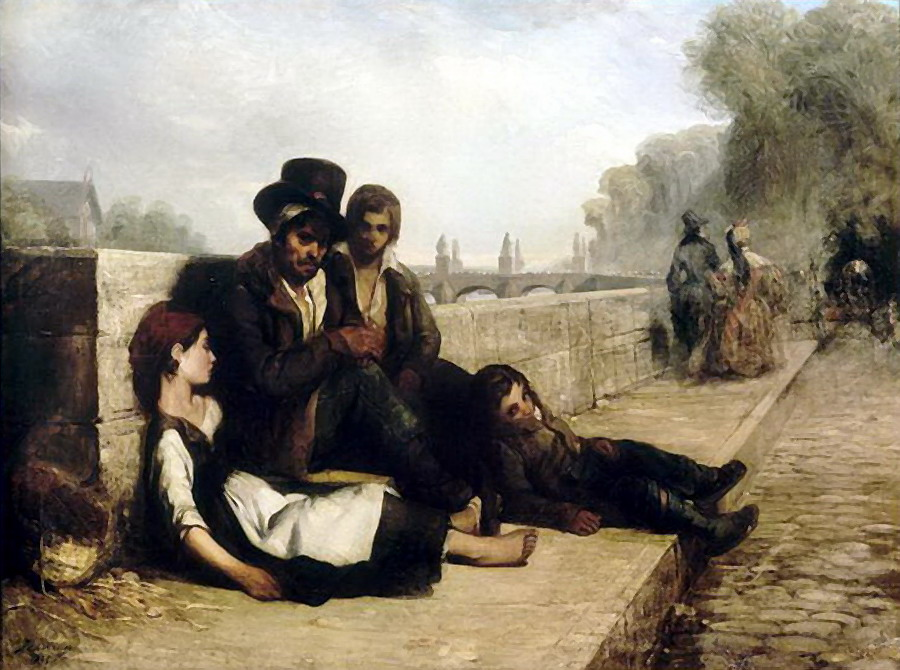
Une Scène de Paris. Paris 1833, musée des Beaux-Arts de Chartres.
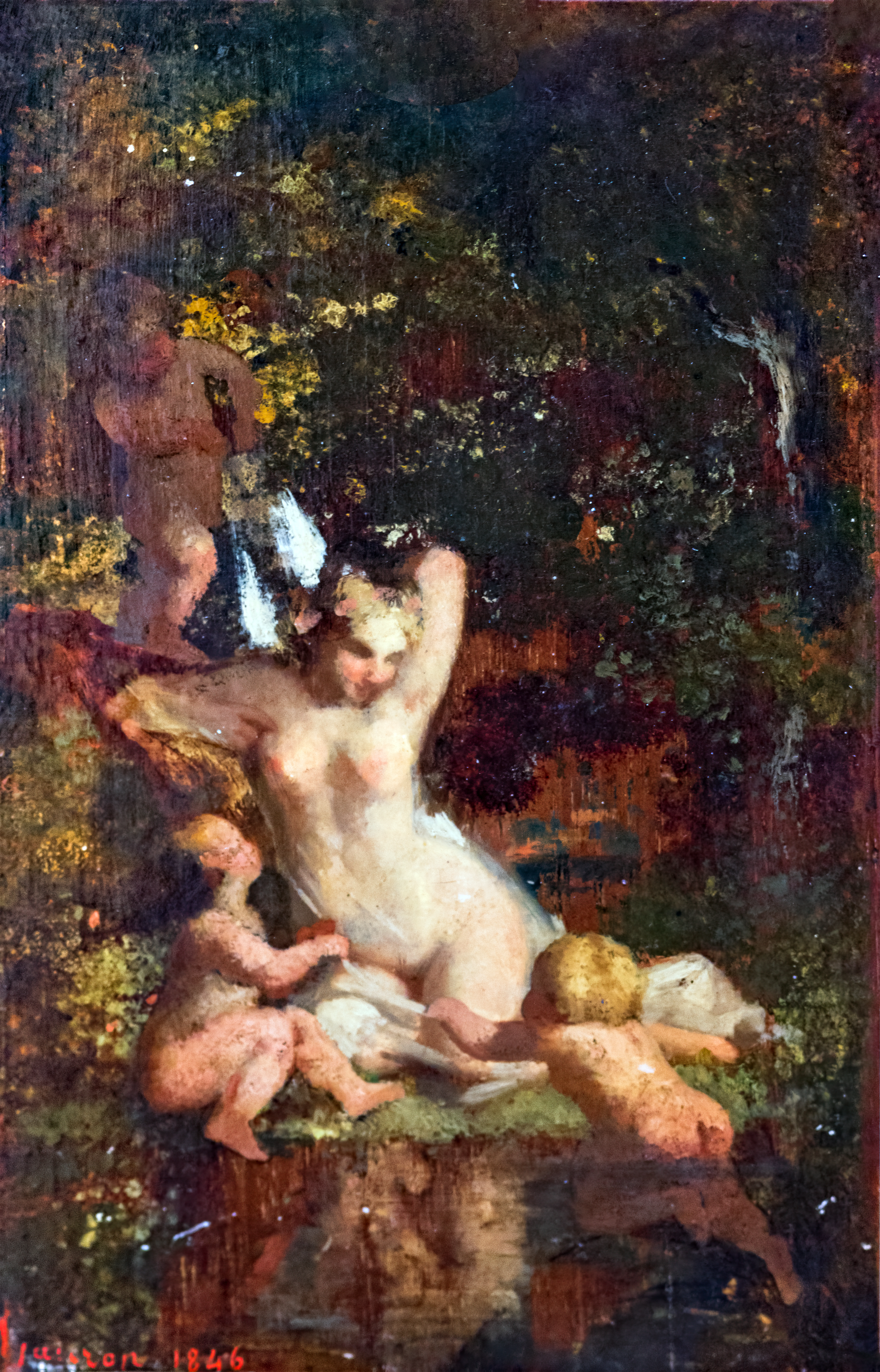
Baigneuse lutinée par des amours, 1846 - Musée de Cahors Henri-Martin
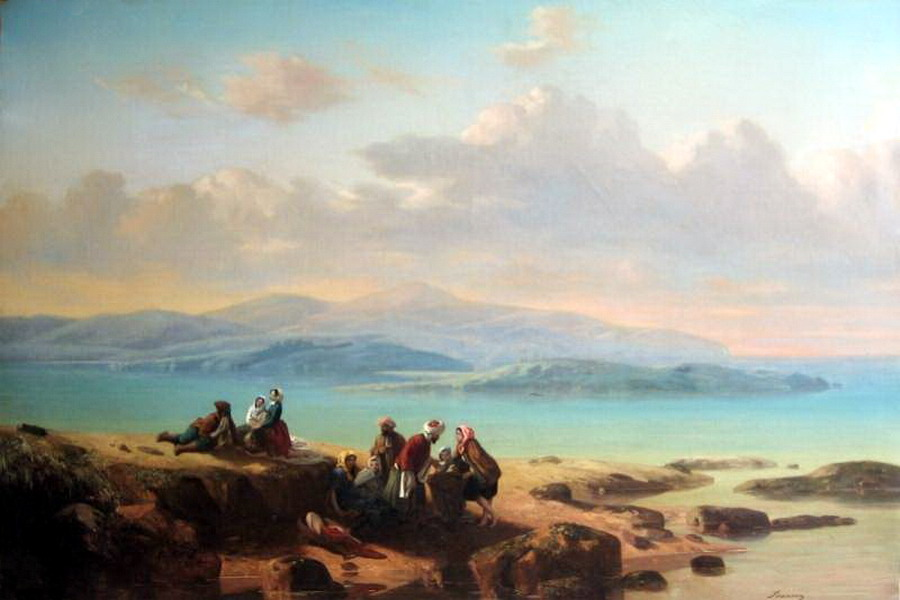
L'Île Calypso, musée Baron Gérard, Bayeux.
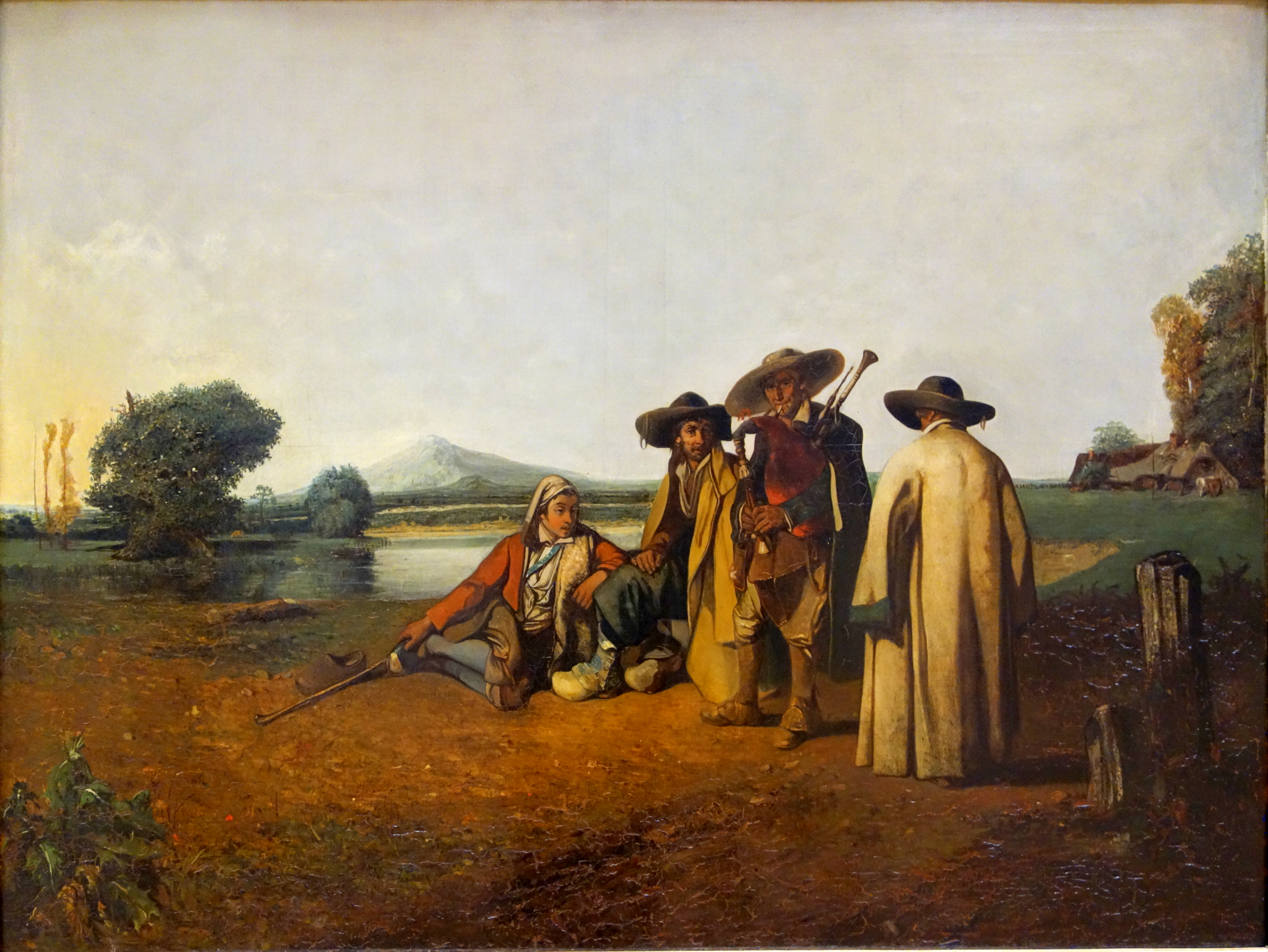
Paysans limousins, Palais des Beaux-Arts de Lille

### Le peintre
Bien qu’il ait appris, comme il le dit lui-même, « sans secours aucun, sans maîtres, sans école, sans dépense d’argent », on lui reconnaît l’influence de deux artistes qui le conseillèrent assez tôt à la peinture : Xavier Sigalon et, spécialement, François Souchon, ancien élève de Jacques-Louis David. Il s'affirme rapidement comme un peintre réaliste et il influence probablement des artistes comme Courbet. On connait très peu d’œuvres de lui mais la redécouverte d'un album de dessins, il y a quelques années permet de voir qu'il était avant tout un bon dessinateur.
- Un héros de juillet, 1830, fusain, Gray (Haute-Saône), musée Baron-Martin.

- Salon de 1831 : Portrait d’artilleur ; Les Petits Patriotes ( Caen, musée des  Beaux-Arts);

« Le talent de monsieur Jeanron mérite d’être encouragé et nous paraît réservé à un glorieux avenir », résume le célèbre critique Gustave Planche.
- Salon de 1833 : Une Scène de halle ; Une Scène de Paris (Chartres, musée des Beaux-Arts) ; Une Halte de contrebandiers ;

Ces tableaux lui valurent une médaille de deuxième classe.
- Salon de 1834 : Paysans limousins (Lille, musée des Beaux-Arts) ; Un Aveugle mendiant ; autre Aveugle mendiant ; Jeune Fileuse (aquarelle) ;
- Salon de 1836 : Bergers du Midi ; L’enfant sous la tente ; Pauvre famille ; Philosophe campagnard ; Un chasseur ; Charité du peuple (forgerons de la Corrèze) ;
- Salon de 1838 : Portrait de Madame D… (sans doute  Mme Doussaud) ;  Portrait de Monsieur L… ;

Ce dernier portrait fut, selon l’appréciation de Planche : « un des meilleurs ouvrages exposés cette année ».
- Salon de 1840 : Un site de l’île de Java ; Bords de la Petite-Brillance (rivière de la Haute-Vienne) ; Criminels condamnés à cueillir le poison de l’upas ; Portrait de M. Aimé Martin ;

Ce dernier tableau fit l’admiration de Théophile Gautier  qui le trouvait d’une grande ressemblance : « Ce portrait est bien campé, bien situé dans la toile et porte parfaitement ; la couleur est d’une énergie qui rappelle les maîtres italiens les plus sauvages ; la pâte est tripotée avec une hardiesse et une fougue étonnantes. »
- Salon de 1842 : Portrait de Madame T… ;
- Salon de 1844 : Portrait de M. Mala ;
- Salon de 1846 : Sixte-Quint ; Portrait de Mademoiselle*** ; Portrait de Madame*** ;
- Salon de 1847 : Le Repos du Laboureur ; Un Contrebandier ;
- Salon de 1848 : Enfants jouant avec une chèvre ; Le repos ; Les deux colombes ; Rêverie ; Une Bohémienne ; Un bohémien ;
- Salon de 1850 : Le Berger ; Portrait de femme ; La plage d’Andreselles (Audresselles) ; Le Mariage de sainte Catherine ; La fuite en Égypte ; Vue du port abandonné d’Ambleteuse[Note 1]; Pose du Télégraphe électrique dans les rochers du cap Gris Nez, ce tableau illustre l’endroit où les Anglais, sous la conduite de l’ingénieur Bret, firent les premiers essais de télégraphie électrique.
- Salon de 1852 : Suzanne au bain ; Les Pêcheurs  (vue prise au Creux-Nazeux) (Pas de Calais) ; Les Pêcheurs à la traille  (vue matinale prise d’Ambleteuse, du côté de Wimereux) ;
- Salon de 1853 : Portrait de M. Odier ; Vue du Cap Gris-Nez  (effet du soir) ; La Morte Eau  (vue matinale du port d’Audresselles) ;
- Salon de 1855 : Au Camp d’Ambleteuse ; Le camp d'Équihem en septembre 1854, toile, 155 × 207 cm, don de l’État au musée des Beaux-Arts de Chartres[10] ; Berger breton ; Les Bergers  (port d’Ambleteuse) ;
- 1863 : Saint Jean l'Evangéliste dans l'île de Patmos, dans une chapelle nord de l'église Saint-Nicolas-des-Champs à Paris.

Il reçoit la Légion d’honneur en 1855.

Œuvres de Philippe-Auguste Jeanron
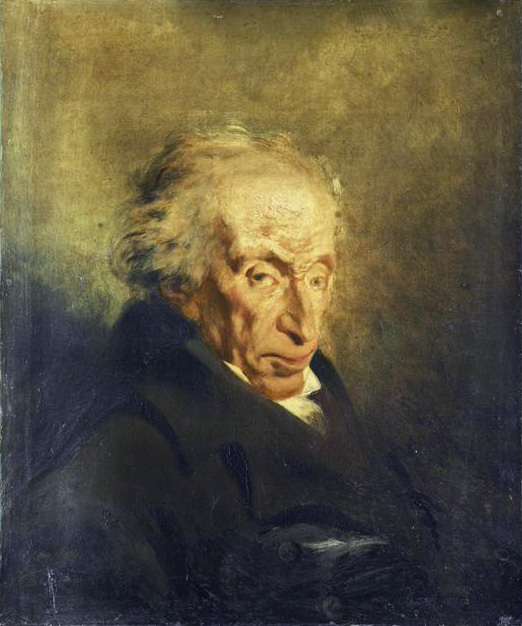
Filippo Buonarotti, homme politique, musée du Louvre, Paris.
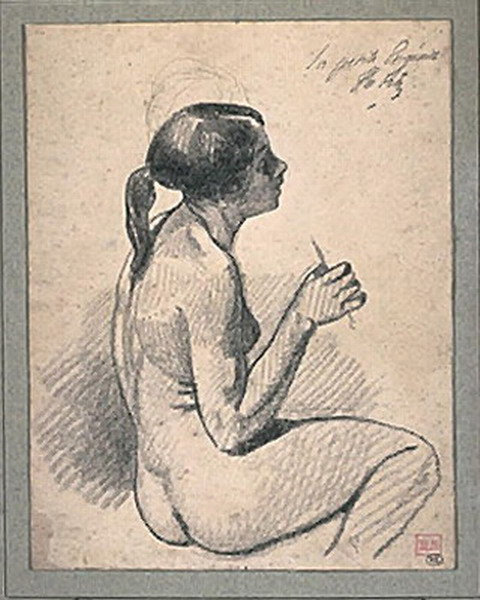
Femme, nue, assise, de profil, musée du Louvre, Paris.
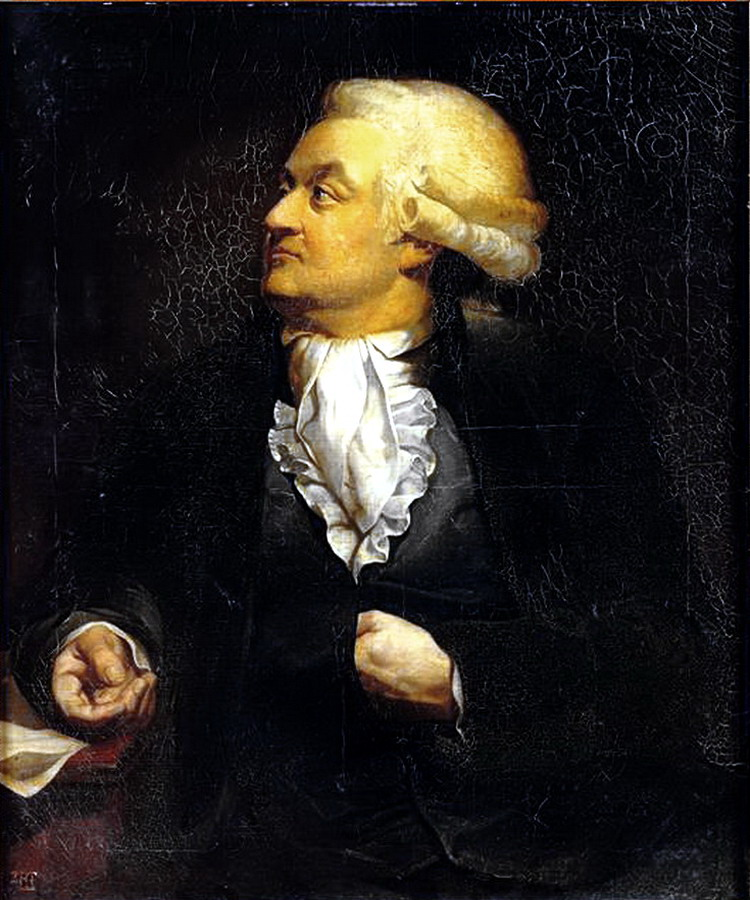
Honoré-Gabriel Riquetti, comte de Mirabeau, château de Versailles.
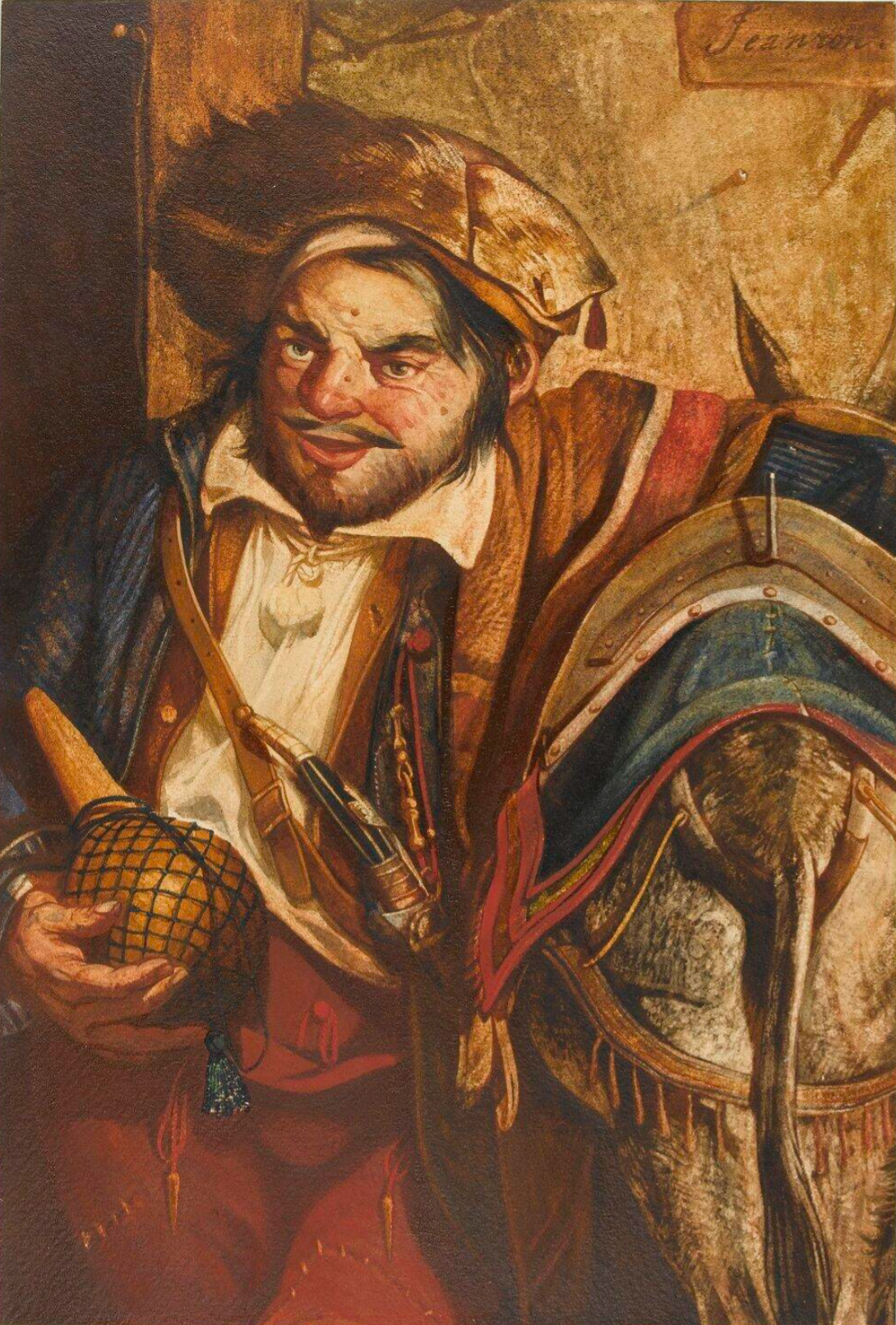
Sancho Pansa, musée Magnin, Dijon.

- Salon de 1857 : Fra Bartolomeo ; Vue du fort de la Rochette (au port abandonné de Wimereux) ;  La longue absence (ustensiles de pêche) ; Pêche à l’écluse de la Slaëtz  (port d’Ambleteuse) ; Oiseaux de mer ;  Portrait de Madame Antoine Odier ; Pêcheurs d’Andreselles ; Pêcheurs d’Ambleteuse ; Le Tintoret et sa fille dans la campagne ; Raphaël et la Fornarina ;
- Salon de 1859 : Le Phénicien et l’esclave ; L’île de Calypso ; Bords de la Seine ; Vue du barrage de Bezons ; Coqs de bruyère ; Paysans des environs de Comborn ; Site des environs de Comborn ; La plaine avant l’orage ; Départ pour la pêche de nuit au cap Grunez  (Cap Gris Nez) ;
- Salon de 1861 : sept tableaux de paysages italiens ;
- Salon de 1863 : trois tableaux des environs de Hyères : Les Vieux Salins  (2 vues opposées, Les Salins-d'Hyères (collection Sylvan Cole Gallery); Les Bains Bomettes ;

Pour cette exposition, La Revue des Beaux-Arts écrit :« Le style de M. Jeanron a rarement atteint de plus grandes hauteurs : un souffle inspiré, un enthousiasme juvénile ont dirigé son pinceau et enflammé son imagination. »
De fait, on constate la grande variété du talent de Jeanron. Il est, par excellence, le « peintre plébéien », selon la formule du critique Théophile Thoré-Burger. Il excelle dans les portraits, les marines, les paysages et les sujets d’histoire. Il illustra quantité d’ouvrages.
Aux yeux des connaisseurs de son temps, « ses tableaux ont de l’ampleur et de la couleur, qualités qu’il exagère quelquefois ; et son dessin n’est pas toujours assez pur ». Louis Véron écrivait dans la Revue de Paris de 1838 : « Il faut avoir vu ses dessins et ses esquisses pour comprendre toute la profondeur de son impression [sa sensibilité], toute la sûreté de sa main, toute l’élévation de sa pensée, tout le magnétisme de son talent. Jeanron est le peintre du peuple et des douleurs contemporaines… c’est lui qui comprend le mieux la direction de l’art moderne et qui l’exprime avec le plus de verdeur. »

### Le graveur
Jeanron fut un aquafortiste confirmé, il forma entre autres Léon Villevieille. Il pratiqua aussi le dessin sur pierre.

### L’écrivain
Philippe-Auguste Jeanron est également l'auteur d'ouvrages portant sur l'art ou la politique. Il dit lui-même :« […] j’ai appris comme j’ai pu, dans la pauvreté, deux arts difficiles ; tous mes tableaux et tous mes écrits ont été consacrés à la cause populaire ». Il collabora à diverses revues. Ses principaux ouvrages, édités à Paris :
- Espérance pour le peuple (1834)
- Origines et progrès de l’Art, études et recherches (1849)
- Vie des peintres et des architectes de Giorgio Vasari, somme en 10 volumes, traduite par Léopold Leclanché et annotée (tomes 1 et 4 à 7) par Jeanron, qui fit 121 dessins de portraits (gravés par Wacquez et Bouquet). Ce livre est la première édition intégrale en français de l’œuvre de Vasari, Le Vite.

Philippe-Auguste Jeanron est inhumé à Orgnac-sur-Vézère.

### Son épouse, Désirée-Angéline Jeanron
Née Désirée-Angéline Sirey, elle pratiquait aussi la peinture. Elle peignit surtout des sujets religieux ; elle exposa aux Salons de 1844 : Sainte-Catherine d’Alexandrie, et de 1850 : Saint Jean.